# Pagny-la-Blanche-Côte
Pagny-la-Blanche-Côte é uma comuna francesa na região administrativa de Grande Leste, no departamento de Meuse. Estende-se por uma área de 12,43 km². Em 2010 a comuna tinha 242 habitantes (densidade: 19,5 hab./km²).